# Božidarka Frajt
Božidarka Frajt (Velika Žuljevica, 11. studenoga 1940.) je hrvatska filmska, televizijska i kazališna glumica.

## Životopis
Rođena je kao Božidarka Grublješić 1940. godine u srpskoj pravoslavnoj obitelji u selu Velika Žuljevica pod Kozarom. Godine 1942. za vrijeme Kozaračke ofanzive ustaše su strijeljale njenu majku Vidu, a jednogodišnju Božidarku zajedno s tisućama kozaračke djece prognali, prvo u logor za djecu u Sisku, a zatim u prihvatilište Crvenog križa u Zagrebu. Tu su je usvojili Katarina i Stjepan Frajt, supružnici bez djece, koji su je odgajili kao svoju i dali joj prezime. Tek je 1976. godine saznala svoje pravo podrijetlo, kada ju je pronašla njena tetka Dara Grublješić, prvoborac s Kozare i ispričala joj istinu o njenom podrijetlu.
Božidarka danas živi u Zagrebu. Kći joj je Bojana Gregorić, poznata hrvatska glumica.

## Filmografija

### Televizijske uloge
- "Sumorna jesen" kao dobra vila (1969.)
- "Pod novim krovovima" (1969.)
- "Alpensaga" (1977.)
- "Mačak pod šljemom" kao Janja (1978.)
- "Svjetionik" kao Ivina mama (1979.)
- "Zagubljen govor" (1988.)
- "Dvanaestorica žigosanih (serija)" kao građanka (1988.)
- "Odmori se, zaslužio si" kao čistačica (2006.)
- "Zakon!" kao penzionerka (2009.)
- "Stipe u gostima" kao Cvita (2009.)

### Filmske uloge
- "Lakat kao takav" (1959.)
- "Bolje je umeti" (1960.)
- "Licem u lice" kao Vera (1963.)
- "Denovi na iskusenie" kao Milka (1965.)
- "Čovik od svita" kao Višnjina prijateljica (1965.)
- "Protest" kao Ivanka (1967.)
- "Iluzija" kao Paulina (1967.)
- "Pucanj" (1970.)
- "Rosolino Paternò, soldato" (1970.)
- "Ana i Eva" kao Walterova ljubavnica (1970.)
- "Živa istina" (1972.)
- "Kipić" (1972.)
- "Užička republika" kao Nada (1974.)
- "Žena s krajolikom" (1975.)
- "Muke po Mati" kao Mare (1975.)
- "Kuhinja" kao Monika (1976.)
- "Izjava" kao Josipa Jurišić (1976.)
- "Vagon li" kao Vera (1976.)
- "I tako dalje" kao Branka (1977.)
- "Pucanj" kao Savka Zorić (1977.)
- "Ljubica" kao Ljubica (1978.)
- "Todora" kao Todora (1979.)
- "Kasno, natporučniče!" (1981.)
- "Ritam zločina" kao Zdenka (1981.)
- "Snađi se, druže" kao Janja (1981.)
- "Visoki napon" kao Sonja Kačar (1981.)
- "Pet mrtvih adresa" (1984.)
- "Rupa na vjetrobranu" (1985.)
- "Otac na službenom putu" kao doktorova žena (1985.)
- "Ja sam starinski ormar" kao Mira (1986.)
- "Najbolji" kao Nevenova majka (1989.)
- "Čovjek koji je volio sprovode" kao Zdenka (1989.)
- "Isprani" kao majka (1995.)
- "Rusko meso" kao Idina mama (1997.)
- "Treća žena" (1997.)
- "Čudnovate zgode šegrta Hlapića" kao Grgina majka (glas) (1997.)
- "Tri muškarca Melite Žganjer" kao susjeda (1998.)
- "Crvena prašina" kao susjeda (1999.)
- "Četverored" kao žena iz Pitomače (1999.)
- "Crna kronika ili dan žena" kao žena u trgovini (2000.)
- "Nebo, sateliti" kao žena u koloni (2000.)
- "Tu" kao žena iz hodnika (2003.)
- "Slučajna suputnica" kao Gretina majka (2004.)
- "Rupa" kao Stjepanova majka (2006.)
- "Gospođa za prije" kao susjeda (2007.)
- "Iza stakla" kao Majina majka (2008.)
- "Duh babe Ilonke" kao Julči (2011.)
- "Korak po korak" kao majka mladog gazde (2011.)
- "Josef" kao vlasnica bordela (2011.)
- "Na putu za Montevideo" kao baruničina majka (2013.)
- "Šegrt Hlapić" kao Grgina majka (2013.)

## Vanjske poveznice
- Božidarka Frajt u internetskoj bazi filmova IMDb-u (engl.)